# Literatura de Afganistán
La literatura afgana o la literatura de Afganistán se refiere a la literatura producida en el Afganistán actual en Asia central y meridional. Los dos idiomas principales del país son el dari y el pashto, y cuatro idiomas regionales como el uzbeko, el turcomano, el balochi y el pashayi también tienen literatura. Si bien es un país multilingüe, estos idiomas se utilizan generalmente como composiciones orales y textos escritos por los escritores afganos y en el plan de estudios afgano. Su literatura está muy influenciada por las literaturas árabe y persa.
La historia de la literatura afgana más amplia se extiende entre el Afganistán antiguo y el moderno. Las primeras obras literarias se transmitieron oralmente. Su sistema de escritura está históricamente asociado con la escritura árabe. Se cree que los registros más antiguos existentes de la literatura derivan de la variación nabatea del alfabeto de arameo, que data de los siglos V y VI a. C. Sin embargo, se originó principalmente en los primeros siglos islámicos.
Las investigaciones arqueológicas realizadas desde 1922 han mostrado el bello arte de las escrituras preislámicas. La literatura del país se escribió y transmitió originalmente en alfabeto árabe, por lo que posee un rico legado lingüístico rico de escrituras preislámicas, que existieron antes de ser reemplazadas por el alfabeto árabe, incluyendo las escrituras sharada, kharosti, griega, y brahmi después de la conquista islámica de Afganistán. El idioma bactriano también se remonta a las escrituras preislámicas.

## Literatura contemporánea
La literatura contemporánea de Afganistán tiene sus raíces profundas en una rica herencia tanto de composición oral como de textos escritos tradicionalmente. Los nativos de Afganistán que viven dentro o fuera del país utilizan los principales idiomas, pashto y dari. Ambos idiomas son utilizados por los 32 millones de habitantes de Afganistán, lo que hace que los dos idiomas reconocidos oficialmente cubran una parte importante de la literatura de Afganistán. La literatura de Afganistán está registrada históricamente por poetas y escritores. En 1886, el autor francés James Darmesteter escribió sobre el contexto histórico de la literatura de Afganistán y el papel de los poetas.
Se argumenta que los poemas pastunes, incluido el libro de Sher Zaman Taizi titulado The Field (1988), habían jugado un papel importante en la literatura. En la era moderna, los poetas y escritores de cuentos afganos participan activamente en la escritura de poesía, que comprende un relato de la literatura detenida.

## Literatura de la época medieval
Durante siglos, la literatura de Afganistán se ha asociado literariamente con las civilizaciones de Irán, China e India . En la era islámica, el trabajo artístico del país floreció durante los Ghaznavids de los siglos X al XII y por la dinastía Ghurid que comúnmente usaba el idioma persa.
Dado que Afganistán tiene una rica identidad literaria, el folclore y las canciones tradicionales personalizadas revelan desde la literatura afgana centenaria hasta la moderna. Durante el período medieval, la literatura se escribió originalmente en lengua dari, pashto, árabe y turco. Los imperios reales como el Imperio Samanid, los Ghaznavids, los Timurids y el Imperio Mughal, estuvieron muy influenciados por la literatura persa. Solían alentar a los escritores de esa época como Rumi, Jami, Rudaki, Ferdowsi y Khwaja Abdullah Ansari.
El único idioma durante el período utilizado para escribir epopeyas importante fue el dari. Ferdousí escribió el poema Shāhnāmé, que comprende sesenta mil coplas que riman. Rumi participó activamente en la escritura de poesía en ese momento, sin embargo, la mayoría de sus escritos fueron posteriormente traducidos al inglés.

## Literatura colonial
Debido a la gran inmigración a otros países en los siglos XVI al XVIII, la articulación de ideales y el establecimiento temprano de instituciones literarias y entornos de aprendizaje fuera del país, esas colonias a menudo han sido consideradas como el centro de la literatura afgana primitiva. Durante esos siglos, el país registró numerosas figuras literarias en la nación indivisa, pero luego de la partición de la región entre el Imperio Mughal y la dinastía Safavid, varios poetas, incluido Khushal Khattak, se trasladaron a centros literarios. Khattak, un poeta y guerrero del siglo XVII, vivía en la cordillera del Hindú Kush. A finales del siglo XIX, el  pueblo pastún, que vivía en el país antes de la partición, solía cantar poesía en las cortes reales reinantes en gazal, un género urdu clásico.
Las literaturas afgana, turca y pastún son tradiciones compartidas, y se reconocen colectivamente como literatura persa; sin embargo, la literatura de Afganistán es distinta; tiene sus propias tradiciones y costumbres de sistema de escritura, en particular la composición oral-formulaica como en otros países alrededor del mundo.

## Literatura moderna

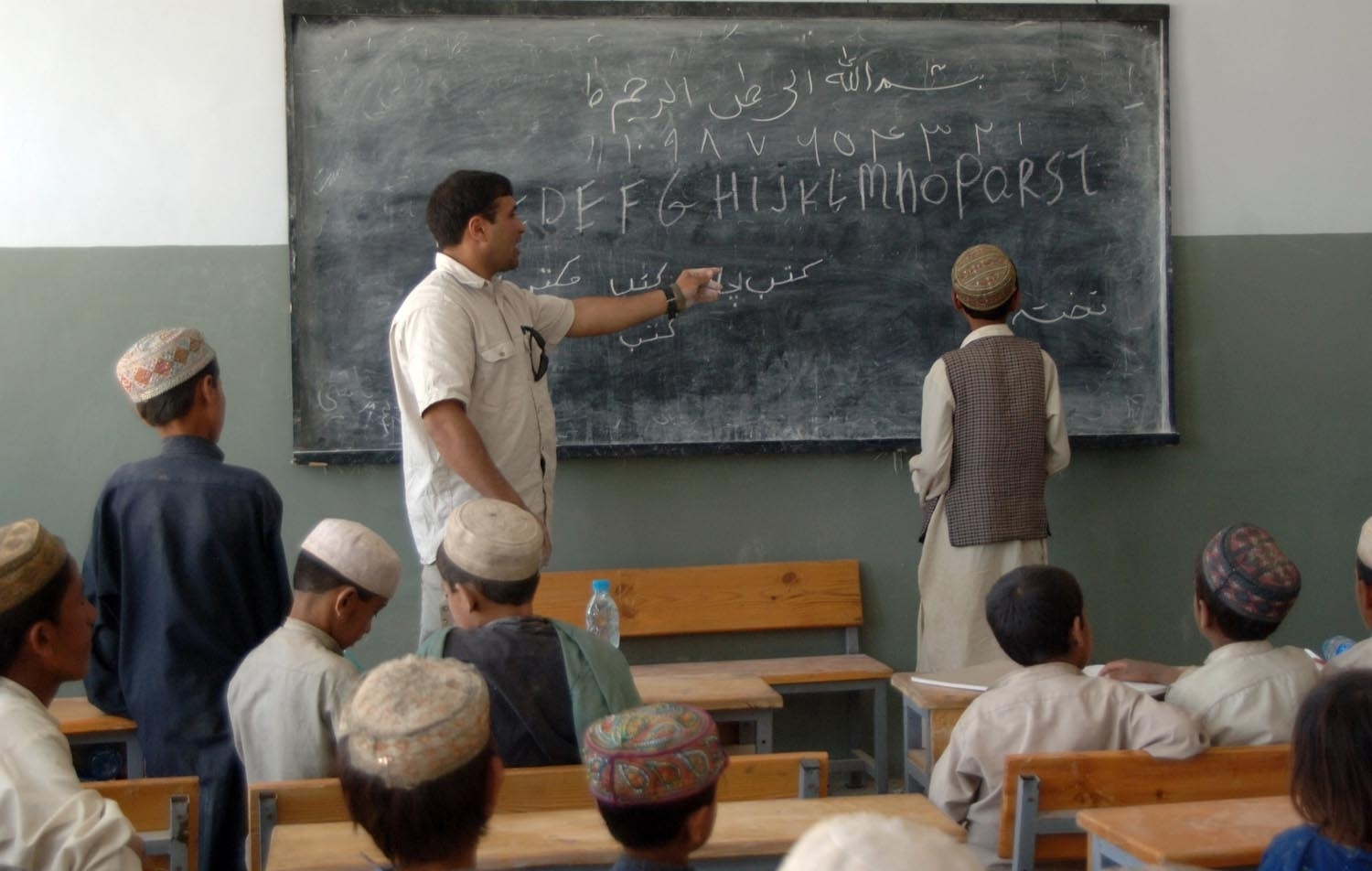
Aula típica en zonas rurales de Afganistán

En el siglo XX, Kabul, la capital del país, se convirtió en el centro de las figuras literarias y editoriales. Mahmud Tarzi, un reformador, fue el editor de Seraj al Akhbar, el primer periódico literario de Kabul que circuló entre 1911 y 1919. A menudo se le atribuye el desarrollo de un entorno literario moderno. Durante las últimas décadas, Afganistán produjo varias figuras literarias, entre ellas Khalilullah Khalili y Sayed Buhaniddin Majruh . A Khalili se le conoce como " hombre del Renacimiento " por su contribución a la literatura moderna.
Mahmud Tarzi participó activamente en la promoción del pastún como idioma nacional y en el suministro de información y noticias a través del periódico Seraj al Akhbar. Durante el período, Seraj al Akhbar desempeñó un papel importante en la modernización de la sociedad afgana a través de sus artículos. Además de él, un novelista francés Jules Verne, tradujo su obra a un idioma extranjero. Se convirtió en el primer escritor en publicar los primeros libros impresos en el Afganistán independiente.

## El auge de la poesía
La poesía y la cultura afganas en general, tienen una larga historia que se remonta al surgimiento del sufismo. Fueron escritos en varios idiomas compartidos como persa, dari, pastún y muy pocos en urdu. La poesía en idiomas extranjeros como el inglés y el turco también tiene una fuerte influencia en la poesía afgana. La poesía refleja diversas tradiciones espirituales dentro del país. En particular, muchos poetas afganos se han inspirado en experiencias místicas y sufistas. La poesía es la forma más antigua de literatura y tiene una rica tradición oral y escrita. En Afganistán, la expresión poética existe desde hace siglos. El gran poeta Rumi fue un poeta afgano que solía escribir en lengua dari durante toda su vida. Otros poetas también escribieron en dari, sin embargo, varios otros poetas fueron profundamente influenciados por las lenguas persa, pastún y árabe. Las mujeres modernas generalmente escriben una forma poética tradicional afgana de poesía rítmica de dos líneas conocida como landay, que consta de un solo pareado.